# Vilayet de Van
1875–1922
Entités précédentes :
- Eyalet de Van

Entités suivantes :
- République de Turquie

Le vilayet de Van (en turc ottoman : ولايت وان, Vilâyet-i Van) est un vilayet de l'Empire ottoman. Créé en 1875, il disparaît en 1922. Sa capitale est Van.

## Histoire

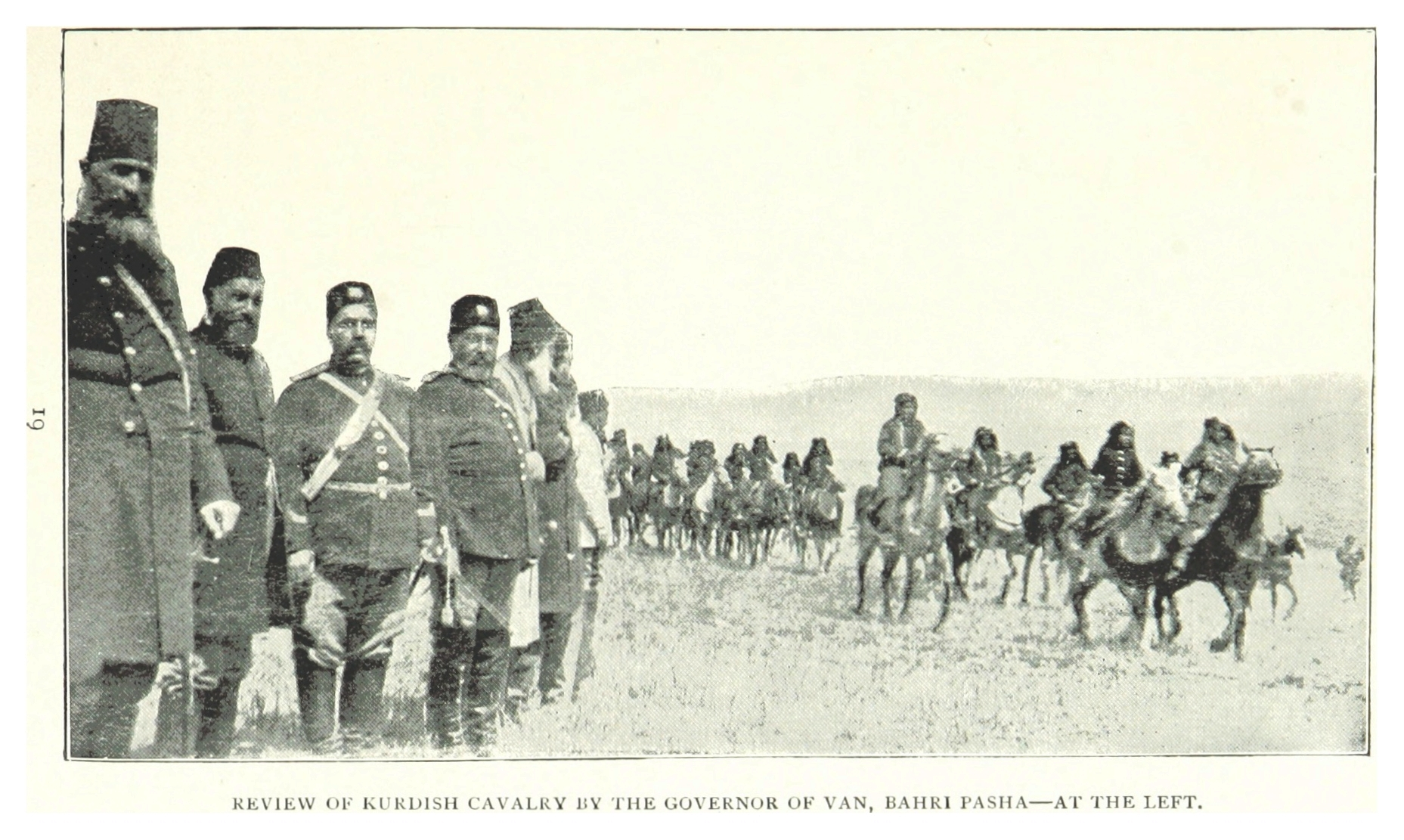
La cavalerie tribale kurde passant en revue devant le gouverneur de Van, Bahri Pacha, en 1895

Le vilayet de Van est créé à partir de l'ancien eyalet de Van. Il fait partie des six vilayets de l'est de l'Anatolie dont la population comprend une importante minorité arménienne. 
Le sandjak de Hakkari, détaché en 1875 du vilayet d'Erzurum et devenu un vilayet séparé, est rattaché au vilayet de Van en 1888. 
Après la Première Guerre mondiale, le traité de Sèvres attribue son territoire à la république d'Arménie, mais ses dispositions n'entrent jamais en vigueur, et après la guerre d'indépendance turque, le traité de Lausanne reconnaît l'autorité de la Turquie sur la région.

## Territoire

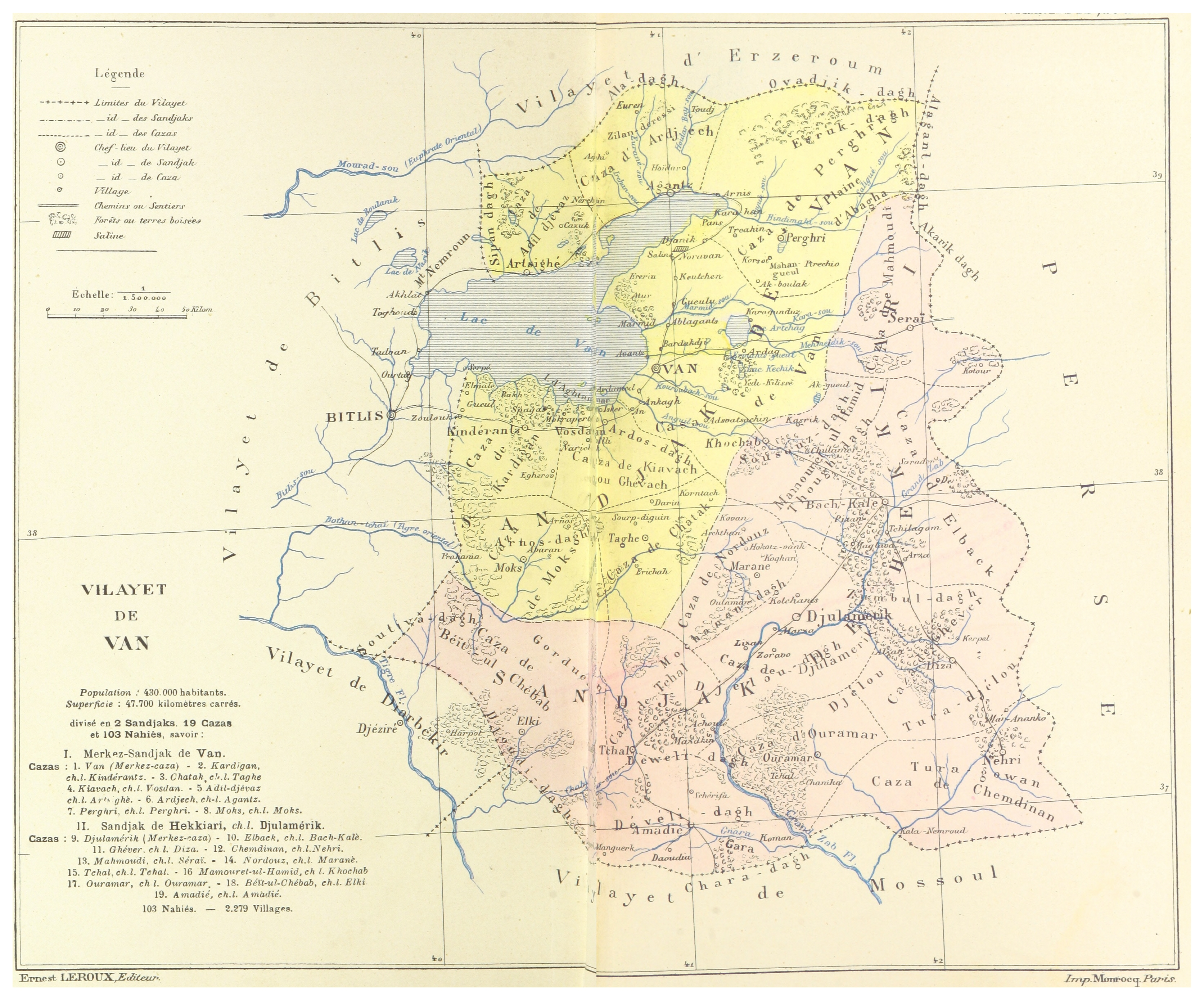
Carte du vilayet de Van en 1892.

Le vilayet de Van est situé dans l'est de l'Anatolie, à la frontière avec la Perse. Il est bordé au nord par le vilayet d'Erzéroum, à l'ouest par le vilayet de Bitlis (avec qui il partage le lac de Van), au sud-ouest par le vilayet de Diyarbekir et au sud par le vilayet de Mossoul.

## Subdivisions
Le vilayet est divisé en deux sandjaks :
- le sandjak de Van ;
- le sandjak de Hakkari (de 1875 à 1888, vilayet de Hakkari)